# خاكشان (بشاريات الشرقي)
خاكشان (بالفارسية: خاکشان) هي قرية تقع في إيران في قسم بشاریات الشرقي الریفي. يقدر عدد سكانها بـ 737 نسمة .